# Poecilolycia annulata
Poecilolycia annulata är en tvåvingeart som först beskrevs av Axel Leonard Melander 1913.  Poecilolycia annulata ingår i släktet Poecilolycia och familjen lövflugor. Inga underarter finns listade i Catalogue of Life.